# 1940年农安鼠疫
1940年农安鼠疫，或称农安鼠疫细菌战，是1940年6月731部队在满洲国吉林省农安县制造的鼠疫疫情。疫情在农安、大赉地区出现，一度蔓延到新京，一直持续到1940年11月27日，官方统计总共发病551人，死亡471人。根据日军731部队军医金子顺一的博士论文显示，1940年6月4日，731部队在农安投下鼠疫跳蚤5克，使8人致死，最终传染607人。6月4日至6月7日，731部队在农安、大赉投下鼠疫跳蚤10克，感染死亡人数12人，最终感染2424人。农安鼠疫期间，731部队对50名死者进行了尸体解剖，对30名中国患者实行活体解剖，并形成解剖报告书，记录不同器官的感染数据和病变过程。

## 背景

### 自然疫源地
1911—1912年及1921—1922年间，东北两次经历鼠疫大流行。1932年，满洲国成立，得到日本承认，设首都于长春，改称新京。九一八以后，日本在东北对鼠疫展开调查，新京附近的农安为高度流行地带之一，新京则位于危险区。日本方面统计资料显示，1933年和1940年是鼠疫的高峰年。1933年，农安县爆发鼠疫，民政部衛生司、關東軍軍醫部及滿鐵衛生課一同前往调查，组织防疫。1939年，农安、新京一带再度爆发鼠疫疫情，满洲国全国有2548名患者。疫情爆发之后，满洲国官方设立隔离院和防疫班以控制疫情，并从日本本土、朝鲜调来医师协助，由滿鐵衛生研究所和衛生技術廠製造的死菌疫苗开始被推广使用。只1941年一年便有120万人接种，占调查人口的三分之二。

### 细菌战试验
1925年6月，日本在日内瓦参与并且签订《关于禁用毒气或类似毒品及细菌方法作战议定书》，同意在战争中不使用生物武器和化学武器。日本签署《议定书》后，石井四郎前往欧洲和美国考察细菌战，归来后倡议建立设施研究生化武器，于1933年秋起开始在满洲国进行人体试验，作为可行性研究。随后于1936年在平房成立731部队。
1939年，731部队研发出将鼠疫跳蚤作为细菌武器的办法，但从未应用于实战中。农安、大赉本身就是鼠疫多发地，发生鼠疫不会被认为是人为的结果，同时731部队也有能力控制当地疫情。1940年年初，陆军中央批准和支持731部队实战中试验使用细菌武器的计划，即鼠疫跳蚤的人工“谋略攻击”和鼠疫跳蚤的飞机“雨下攻击”。因此，731部队在满洲国农安县进行鼠疫跳蚤的撒布实验，并从1940年5月起，日军开始谋划对浙江展开细菌战。

## 疫情

### 疫情源头
关于疫情的起源，过去有日军蓄意制造的怀疑，后被中日联合研究和首尔大学研究等证实。1940年，731部队在农安人为制造鼠疫流行，并且假装成自然发生。根据日军731部队军医金子顺一的博士论文显示，1940年6月4日，731部队在农安投下鼠疫跳蚤5克。6月4日至6月7日，731部队在农安、大赉投下鼠疫跳蚤10克。

### 农安疫情
1940年6月12日，一名来自农安城西曹家铺屯的鱼贩前往县城李魁芳诊疗所就医时逝世。接着，李魁芳家的保姆、弟妻以及李魁芳本人和邻居相继离世，这一连串的死亡事件在农安县城引起了轰动。农安县警务科怀疑7月1日在县城内协和饭店打工的两名中国人死于鼠疫，经过前郭旗鼠疫调查所的尸体解剖后确认为鼠疫。农安医院院长在6月30日发病，7月2日去世，另外还有20余名疑似患者死亡并被密葬，人们认为鼠疫通过这些死者的跳蚤等媒介传播到家畜身上。7月16日，已经发现的患者中有13人死亡，其中包括之前已被确认并被密葬的7人。
从1940年6月18日至11月26日，农安鼠疫蔓延，历时共163天。疫情最初于6月中旬在西大街农安医院首次报告，陈万弟等人急性发作后不治身亡。随后，疫情从西大街向南大街、十字街、西门外路南扩散，报告显示共有353人感染，其中296人死亡，平均病程为2.5天。农安县总计有5661户居民，人口总数达到30800人，罹患率为1.5%，病死率高达84.4%。疫情的流行趋势受季节影响，6月和7月初开始出现病例，8月逐渐增加并达到高峰，9月开始下降，随着11月冬季来临，疫情逐渐平息。这次鼠疫流行中，异常集中的地区几乎全部位于农安县城及其附近的16个疫点。其中，县城内有5个疫点，近郊有5个，靠近县城的有3个，距离县城较远的地方有3个。除了其中1处疫点外，其他地方都是首次发生鼠疫。

### 新京疫情
农安地区鼠疫患者前往田岛犬猫医院就医，而带菌蚤附着在牛马驮运的行李和衣物上首先在鼠间传播，导致老鼠鼠疫的爆发，随后由鼠传染给人，传播媒介是印鼠客蚤。新京鼠疫的流行是由农安鼠疫疫情区传入的。疫情始于1940年9月23日，结束于11月13日，共历时52天。首例病例报告于东三条路44号的田岛犬猫医院，院长田岛义次的三个女儿忠子、天津子，以及佣人王合、宋丕德、邻居太田安次、中西兴吉及葛城诚治等先后发病。随后，疫情以田岛犬猫医院为中心向周边地区蔓延。共有28人感染，其中26人死亡，2人治愈，平均患病期为3.6天，病死率高达92.9%。疫情的流行趋势与温度相关，9月发病人数最多，10月开始逐渐减少，11月疫情逐渐结束。

## 政府应对
根据奉天省警务厅厅长三宅秀也陈述，1938年11月，满洲国政府召开了防疫本部会议。会议决定为了确保新京地区的鼠疫防疫工作，以警察力量包围鼠疫病源地，完全切断农安县城与外部的交通。同时，关东军下令石井部队直接负责鼠疫防疫工作，主要目的是借新京发生鼠疫的机会，让石井部队对鼠疫病菌进行各种研究和实验，为将来的细菌战作准备。石井部队在农安县城将会在警察的包围下，利用人民进行鼠疫病菌的研究和实验。
1940年7月12日至10月20日，防疫工作由满洲国政府负责。从满洲国政府的反应来看，在农安鼠疫流行期间，他们在相当长的一段时间内未采取任何行动，直到长春鼠疫爆发后才开始行动。农安县城于7月14日被封锁。长春于9月23日出现鼠疫，但直到9月30日，市卫生试验所才根据首都警察局的命令前往现场调查流行情况，并将情况上报给民政部保健局和关东军司令部。直到10天后，10月5日，以731部队为主的防疫部队才开始组织对疫区实施防疫工作，而这时距离农安鼠疫流行开始已经过去两个多月。1940年7月12日，满洲国政权派遣了50多名防疫人员协助县防疫班工作，他们驻扎在北关第一小学，设有巡逻、检查、封锁、医疗和化验班，并建立了隔离区。
从10月20日到11月6日，则是由石井部队负责的防疫阶段。农安鼠疫防疫行动是在长春防疫行动之后进行的。主要由石井部队领导的防疫部队总人数达到2604人，超过1100人投入到农安的防疫工作中。石井部队在疫区四处抓捕患者和疑似者，进行尸体解剖和活体解剖。

## 后续调查
1940年7月，农安县鼠疫蔓延至新京。731部队对50名死者进行了尸体解剖，对30名中国患者实行活体解剖，并形成解剖报告书，记录不同器官的感染数据和病变过程。1943年，高桥正彦在《陆军军医学校防疫研究报告》中发表了一系列1940年农安长春鼠疫调查报告，包括传染病的疫学观察之农安流行地区、传染病疫学观察之新京流行地区、鼠疫患者的临床观察、流行菌检测结果、流行过程中分离出的鼠疫杆菌、流行过程中的防疫实施概况等。
1945年至1947年期间，美军从731部队成员手中获得了细菌战和人体实验研究的报告，包括《A报告》、《G报告》和《Q报告》，1978年被解禁。《Q报告》是三个报告中最长、信息最全面的一份，共计743页，其中缺少第444页，〈前言〉提到高桥正彦等人进行了流行病学和细菌学调查，并随后记载了1943年9月25日至11月7日在中国长春和农安两地进行的鼠疫流行调查，其中包括了对两地死者进行的病理解剖，共有57例解剖病例，其中农安地区有39例，新京地区有18例。
1996年，庆应义塾大学田中明教授指，日中共同研究证实1940年农安、新京鼠疫来自于731部队。2013年，首尔大学社会系教授徐二钟发布透过分析金子顺一少校的6篇论文、731部队原始资料以及其他史料，指出金子顺一通过参考部队内部有关细菌实验战的详细报告，撰写了有关细菌实验效果的论文，其中根据不同生活条件的感染率和鼠疫菌的传播力分析农安地区的散布细菌战，并在论文中写明详情参考731部队的作战资料。